# Musée Laurier
Ne doit pas être confondu avec Maison Laurier.
Pour les articles homonymes, voir Laurier.
Le musée Laurier, aussi appelé le Lieu historique national de la maison Wilfrid-Laurier, est une institution muséale dédiée à l’interprétation de la vie personnelle et politique de Sir Wilfrid Laurier, premier ministre du Canada de 1896 à 1911. Le musée est situé au 16 rue Laurier Ouest, dans le secteur historique d’Arthabaska, aujourd’hui fusionné à la ville de Victoriaville (Québec, Canada).
Le musée possède aussi trois autres pavillons : le Musée de l’Hôtel des Postes (Victoriaville), la Maison Fleury ainsi que la Grange Fleury.

## Biographie de Sir Wilfrid Laurier
Wilfrid Laurier naît à Saint-Lin le 20 novembre 1841. Il fait ses études de droit à l'université McGill de Montréal. Trois ans plus tard, il ouvre son cabinet d'avocat à Arthabaska.
En 1871, il devient député libéral à l'Assemblée législative du Québec et, par la suite, il poursuit sa carrière au Parlement d'Ottawa. C'est en 1877 que le premier ministre Alexander Mackenzie le nomme ministre du Revenu de l'intérieur.
En 1887, Wilfrid Laurier se retrouve à la tête du Parti libéral du Canada. En 1896, il devient le premier canadien-français à accéder au poste prestigieux de Premier ministre du Canada. En 1911, il perd ce titre et demeure toutefois chef de l'opposition jusqu'à la fin de sa vie.
La mort de Sir Wilfrid Laurier est survenue le 17 février 1919. Des funérailles nationales ont lieu et il est inhumé à Ottawa.

## Historique du Lieu historique national de la maison Wilfrid-Laurier

### La maison au temps de Laurier
En 1876, Wilfrid Laurier se fait construire, en face de son étude d'avocat, cette belle résidence de style victorien, d'après les plans de l'architecte Louis Caron Sr. Le couple Laurier y habite jusqu'à leur départ permanent pour Ottawa en 1897. Élu Premier Ministre du Canada, il quitte Arthabaska pour vivre à Ottawa.
Il reviendra cependant séjourner sur la rue de l'Église (aujourd'hui la rue Laurier)  pendant la saison estivale et au moment des fêtes de Noël et du Jour de l'An jusqu'à sa mort (1919). Entre-temps, la maison fut aussi louée au juge Camille Pouliot de 1910 à 1914.  Ce dernier siégeait alors comme juge de la Cour Supérieure d'Arthabaska. Le Juge Pouliot avait une famille nombreuse. Laurier avec peu d'enthousiasme acceptera les agrandissements de 1914 proposés par le Juge Pouliot. On agrandira alors la maison d'une pièce au rez-de-chaussée, la véranda sera reculée pour insérer une nouvelle salle à manger.  L'ancienne salle à manger se transformera en chambre d'amis tandis qu'au-dessus de la nouvelle salle à manger à l'étage, on installera une confortable chambre à coucher.

### Quand la maison devient musée
Au décès de Lady Laurier en 1921, la maison est léguée à Pauline Laurier Harvey, nièce de Laurier. Cette dernière vend la maison en 1928 à deux Canadiens anglais (Mr Timmins et Mr.Cameron) qui à leur tour la donnent au Gouvernement du Québec à la condition qu'on y aménage un musée à la mémoire du premier "Premier Ministre canadien-français". Le Musée Laurier ouvrit ainsi ses portes en mai 1929.
Les premiers responsables de l'aménagement de la maison en musée furent l'Honorable Joseph-Édouard Perrault et son épouse Madeleine Richard. M. Perrault était alors député du comté et ministre de la colonisation des Terres et Forêts. Tout en respectant l’architecture extérieure, la cuisine, l'escalier et la chambre des bonnes à l'étage sont démolis en 1934.
En 1974, à la demande de la Société d'Histoire d'Arthabaska, le gouvernement québécois permit que l'on procède à une restauration importante de l'intérieur. La collection permanente du Musée est alors améliorée, des recherches sont faites et des témoignages sont recueillis. Un nouveau volet est ajouté au Musée Laurier : la présentation d'expositions artistiques de renommée.
La résidence personnelle de cet illustre Premier ministre du Canada a été classée Monument Historique du Québec en 1989 et Lieu Historique National du Canada en 2000. Dans une volonté de redonner à la Maison Wilfrid-Laurier sa vocation première, les expositions d’art furent, en juin 1996, déplacées au Musée de l’Hôtel des Postes (Victoriaville).
Le Lieu historique national de la maison Wilfrid-Laurier est aujourd’hui la propriété de la société du Musée Laurier.

### La collection et les expositions du musée Laurier
Le musée est dépositaire des biens immobiliers et  mobiliers (artefacts, manuscrits, œuvres d'art, photographies, etc.) ayant appartenu au Premier Ministre Laurier et à son épouse Zoé Lafontaine ainsi que des œuvres d'artistes ayant eu une relation de parrainage avec Sir Wilfrid Laurier. Parmi ces artistes : Suzor-Côté et Alfred Laliberté. Pour des raisons de conservation, ces œuvres ne sont pas exposées en permanence.
Outre l’exposition permanente consacrée au couple Laurier, l'institution présente également des expositions temporaires consacrées à des thèmes historiques et politiques du Québec du Canada et  d'ailleurs.

## La Grange Fleury

### Description

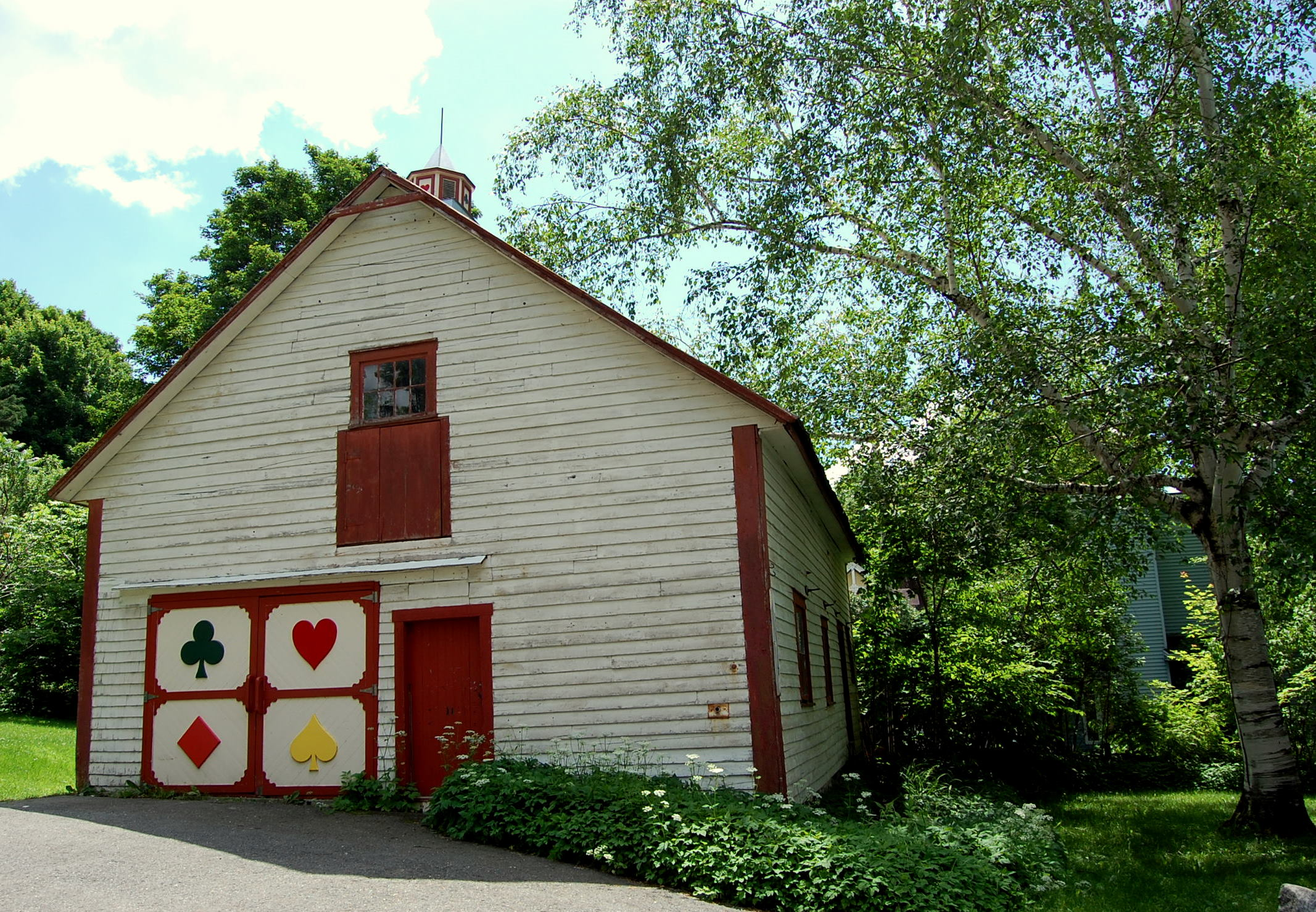
Le Théâtre de la Grange Fleury ; au 18, rue Laurier ouest, Victoriaville, Québec, Canada ;

La Grange Fleury est un petit théâtre pour enfants appartenant au musée Laurier. Il est situé dans les jardins du musée Laurier, à l’arrière de la maison Fleury,.
Cette initiative permet de maintenir et de montrer l'importance que les époux Laurier accordaient à l'éducation et l'accès à la culture des enfants. Bien que n'ayant pas de descendance, ces derniers ont en effet régulièrement financé différentes oeuvres caritatives à destination d'enfants pauvres ou malades.

### Historique
À l'été 1988, le musée Laurier décide d'ajouter un nouveau volet à l'institution en présentant du théâtre jeune public. En 1990, la Société du Musée Laurier achète auprès de la famille Fleury une maison et une grange toutes deux voisines de la maison Laurier. En juillet 1992, grâce à des dons et à la suite de travaux importants, la grange Fleury est ouverte officiellement. Elle permet la présentation de production théâtrale à destination d'un jeune public pendant la période estivale.

### Productions théâtrales
Les productions de la Grange Fleury repose sur le travail d'étudiants. À partir d'un conte, ceux-ci doivent élaborer une pièce de théâtre et la monter en intégralité (textes, costumes, décors, promotion, réalisation de la pièce, etc.).
Des productions de contes pour enfants célèbres, comme Le Joueur de flûte de Hamelin (1994), Pierre et le loup (1996), Alice au pays des merveilles (1998), Hansel et Gretel (1999) ou Jacques et le Haricot magique (2002), ont eu lieu à la Grange Fleury.